# Tornade de Sonnac du 16 septembre 2015
La tornade de Sonnac est une tornade d'intensité modérée qui a frappé plusieurs communes de Charente-Maritime le mercredi 16 septembre 2015. L'observatoire français des tornades et orages violents (Keraunos) la classe comme une tornade d'intensité EF2, sur l'échelle de Fujita améliorée. Elle a fait d'importants dégâts sur son passage, tels que des habitations en partie détruites. Elle s'inscrit dans une éruption de tornades (épisode de tornades groupées) qui totalise 3 cas pour la journée du 16 septembre 2015, dont la tornade EF1 de Courtenay (Loiret) et la tornade EF1 de Jandun (Ardennes).
Cette tornade aurait parcouru plus de 70 km, soit la deuxième plus longue distance parcourue en France par une tornade, après la tornade EF4 de Saint-Claude le 19 août 1890,. Elle a pris forme à 16h10 sur la commune de Chaniers, traversé les communes de La Chapelle-des-Pots, Saint-Césaire, Saint-Bris-des-Bois, Villars-les-Bois, Migron, Mons, Prignac, Thors, Matha, Sonnac, Haimps, Massac, Beauvais-sur-Matha, Bazauges, Ranville-Breuillaud, Barbezières, Lupsault, Saint-Fraigne, Ébréon, Souvigné, Courcôme, Raix, La Faye avant de se dissiper à Condac vers 17 h 5. Au total, la tornade a traversé 24 communes de Charente et de Charente-Maritime. Son maximum d'intensité semble avoir été atteint entre les communes de Thors et Sonnac, où les dégâts ont été les plus importants.

## Contexte météorologique

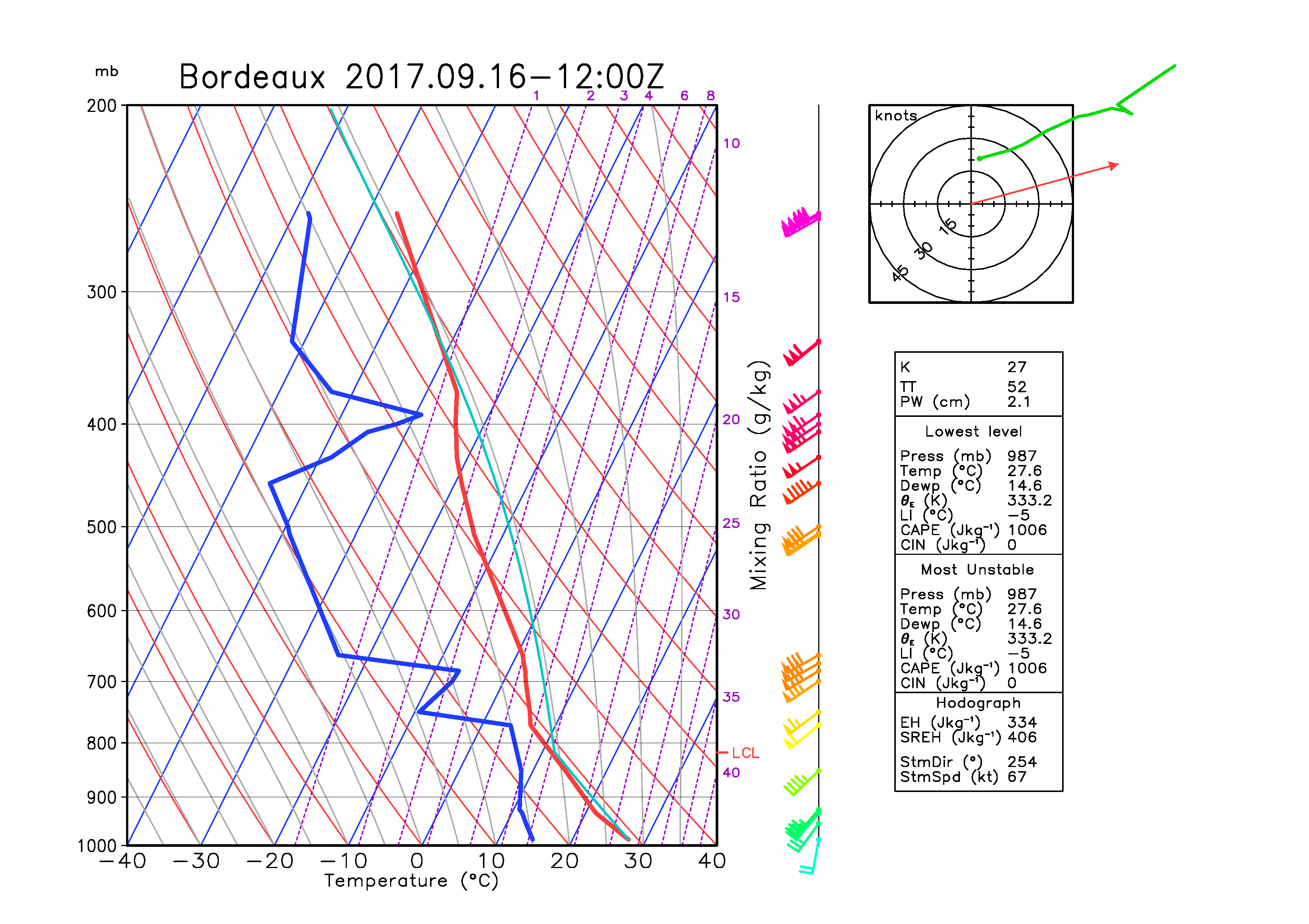
Radio sondage au-dessus de Bordeaux le 16 septembre 2015 à 12:00Z lié à des petites tornades ayant balayé La Charente Maritime.

Animation radar du passage du front.

La journée du mercredi 16 septembre 2015 a vu le placement d'un creusement dépressionnaire de 985 hPa sur le Golfe de Gascogne, induisant un fort flux de Sud-Ouest, à l'avant de cette dépression. Ce creux barométrique se situait au Sud d'un vaste talweg d'altitude, qui a d'ailleurs phagocyté l'ex-tempête tropicale Henri. En altitude, un courant-jet assez fort de Sud-Ouest s'était mis en place, amenant un air tropical et humide. Déjà dans la nuit du 15 au 16 septembre, une succession d'orages parfois forts s'étaient formés près des côtes Atlantiques, avec une instabilité devenant de plus en plus marquée. Ces orages furent bien venteux avec de brèves mais fortes rafales de vent. En matinée, les orages baissèrent un peu en intensité mais l'instabilité était toujours présente. Le ciel à La Rochelle, à l'aurore, était pré-orageux, avec quelques trouées de ciel bleu à l'Ouest et des éclairs lointains à l'Est.
À 13 h, quelques heures avant la formation de la tornade, un nouvel orage était de passage en Charente-Maritime. L'activité électrique était relativement faible. À Bordeaux, en Gironde, le radiosondage indiquait une instabilité modérée, avec une énergie potentielle de convection disponible (EPCD) de 1 006 J/kg, ainsi qu'un indice de soulèvement (LI) de -5 K qui est assez important. Le courant-jet devait atteindre les 250 km/h. L'hélicité relative a été mesuré à 535 m2/s² dans les trois premiers kilomètres d'altitude, et de 208 m2/s2 dans le premier kilomètre, indiquant un risque de tornade. Les températures à 2 mètres étaient élevées à Bordeaux (27 °C), mais contrastées avec celles enregistrées à Blaye (18 °C) par exemple. Ce fort contraste thermique s'explique de la présence d'un front froid très actif entre les deux villes.
Le sondage supra indique les conditions atmosphériques à Bordeaux à 14 h juste avant le passage du front froid.
Le radiosondage explique pourquoi une tornade s'était formée juste au sud de la ligne de grains. Un réchauffement supplémentaire de 1 ou 2 K dû à l'insolation aurait fait passer l'indice de soulèvement (LI) de −5 K à −7 K ce qui aggrava considérablement la violence des orages même si le niveau de convection libre variait faiblement et les cumulonimbus restaient d'épaisseur modeste. Le sondage supra indique que le sommet du cumulonimbus était à environ 300 hPa soit 9 000 m. Le cumulonimbus était donc peu épais. La photographie provenant du site Keraunos  confirme cet état de fait que le cumulonimbus était peu spectaculaire.

## Formation de la tornade
À 13 h 45, les images radars laissaient apparaître une cellule orageuse sur le Golfe de Gascogne, en direction des côtes charentaises. Assez actif, cet orage s'organisait rapidement en système linéaire à propagation rétrograde.
À 15 h 0, l'orage a atteint les côtes charentaises, dans un premier temps entre Rochefort et La Tremblade. Toujours assez bien organisé, produisant des rafales atteignant localement les 70 km/h. L'activité électrique demeurait cependant faible. La ligne se déplaçait suivant un axe Sud-Ouest/Nord-Est, toujours en propagation rétrograde. Le Nord de la ligne orageuse avait tendance à faiblir, tandis que le Sud gardait son potentiel venteux. Aucune rotation n'était encore observée.
À 15 h 30, la ligne faiblit par le Nord, où la pluie devenait stratiforme. L'énergie convective persistait au Sud de la ligne où les cellules instables se développaient et se déplaçaient le long du grain, en direction du Nord-Est. Ces rares orages étaient le plus souvent noyés dans la masse pluvieuse.
À 15 h 45, une nouvelle cellule se développa à l'extrême Sud de la ligne, au niveau de Royan. C'est cette cellule-ci qui deviendrait tornadique, plusieurs minutes plus tard.
À 16 h 0, ce même orage devint bien actif, avec un potentiel de grêle. Cette cellule commença à adopter un comportement supercellulaire de type LT (en anglais Low Top ou mini-supercellule). Un nuage-mur s'est rapidement formé à la base de cette mini-supercellule. Un arcus est également visible à l'avant de la ligne orageuse.
À 16 h 10, Un entonnoir nuageux, ou tuba, s'était formé à la base du nuage-mur, suivi de quelques débris, commençant à voltiger. La tornade s'était donc construite, tout en gagnant en intensité. Sur les radars de précipitations, la rotation était bien visible, au dessus de Chaniers.
À 16 h 45, La tornade était à son maximum d'intensité en parcourant la commune de Sonnac et ses alentours. C'est à cet endroit qu'elle fit le plus de dégâts.
À 17 h 10, la tornade finit par se dissiper, tout comme la cellule orageuse qui n'est plus qu'une ligne pluvieuse faiblissant au fil des minutes suivantes.